# Mad Dog (comics)
Para el personaje de DC Comics, vea Mad Dog (DC Comics).
Mad-Dog (Robert "Buzz" Baxter) es un personaje ficticio que aparece en los cómics estadounidenses publicados por Marvel Comics.

## Historial de publicaciones
La primera aparición de Buzz Baxter fue en Miss America Comics # 2 (1944), como el novio de Patsy Walker. Él continuó apareciendo como un personaje secundario de Patsy hasta que su cómic fue cancelado en 1965. Reapareció, junto a Patsy, en Amazing Adventures # 13 (julio de 1972) e hizo apariciones ocasionales después. Fue renovado como el villano Mad-Dog en Defenders vol. 1 # 125 (noviembre de 1983).

## Biografía ficticia
Robert "Buzz" Baxter nació en Centerville, California. Él y Patsy Walker eran novios de secundaria y se casaron poco después de graduarse. Después de la escuela secundaria, se unió a la FAEU, sirviendo en la Guerra de Vietnam, y finalmente obtuvo el rango de coronel. Más tarde se convirtió en el consultor de seguridad de Brand Corporation. Comenzó una investigación de las apariciones de la  Bestia en Brand Corporation. Mientras trabajaba para Brand, él y Patsy se distanciaron y se divorciaron. Baxter hizo que el Escuadrón Supremo capturara a los Vengadores y los mantuvo prisioneros en una instalación de Brand. Baxter se enfrentó a su exesposa Patsy, y fue forzado por Gata Infernal a liberar a los Vengadores del cautiverio de Brand.
Baxter permitió a Roxxon, la empresa para la que trabajó experimentar con y mutarlo. Como Mad-Dog, se convirtió en un mercenario y dirigió a los Mutant Force. Se plantó en la boda de Daimon Hellstrom y Patsy Walker para secuestrar a Patsy y a los Defensores. Fue derrotado por Daimon Hellstrom y puesto bajo custodia de S.H.I.E.L.D. junto con Mutant Force. Sin embargo, poco después, escaparon. Se convirtió en agente del tercer Imperio Secreto. Como jefe de seguridad ayudó al Imperio Secreto y a su líder, Profesor Poder, en el intento de empezar una nueva guerra mundial. Junto con Mutant Force, lucharon y fueron derrotados por los Defensores.
Mad-Dog secuestró e intentó asesinar a Gata Infernal pero ella lo derrotó. Se unió a Crossfire y a otros criminales disfrazados en un ataque a Hawkeye. También atacó a los Cuatro Fantásticos durante los "Actos de Venganza."
En Toronto, Baxter se vio atrapado en la violencia originada por la liberación de Sk'ar. Luchó en Gamma Flight pero fue teletransportado fuera por una versión futura de Manikin. Roxxon le contrató y a Angar para liderar un grupo de operaciones para dos misiones: infiltrarse y destruir a S.H.I.E.L.D.. Los villanos irrumpieron en el Helitransporte de S.H.I.E.L.D. pero los nuevos super agentes de S.H.I.E.L.D. derrotaron a Baxter y a los otros villanos. Luchó en Crossbones como el primero de los cinco competidores en la convención de supervillanos en Boca Caliente, en el que fue derrotado rápidamente.  Fue testigo cuando Capitán América, Diamondback, Falcon y Shang-Chi estuvieron luchando contra los villanos en la isla. Trabajó con Taskmaster, siendo enviado a probar las cualidades de Siren, una residente de Tierra-616.

## Poderes y Habilidades
Mad-Dog obtuvo poderes sobrehumanos como resultado de la ingeniería biónica y el aumento celular del Departamento Mutagénico de Roxxon y del tercer Imperio Secreto. Le dieron fuerza sobrehumana y resistencia, y sobrehumanamente agudos sentidos de animales, particularmente el oído y el olfato. También posee músculos de la mandíbula fortalecidos biónicamente, y le han dado grandes dientes caninos huecos, como colmillos. Sus dientes pueden emitir un veneno químico espumoso, al cual él mismo es inmune, lo que puede provocar parálisis y posiblemente la muerte si ingresa al torrente sanguíneo de la víctima a través de la mordedura de Mad-Dog. Sin embargo, el proceso que le dio sus poderes también le dio locura que nubla su juicio y comportamiento.
Ahora posee una gran apariencia animal, con orejas puntiagudas, garras en sus manos y pies, y un pelaje en sus extremidades y torso.
Robert Baxter ha recibido entrenamiento de combate de la Fuerza Aérea de los Estados Unidos.